# Cătălin Răcănel
Cătălin Răcănel (Bukarest, 1976. szeptember 23. –) román labdarúgó-középpályás, edző.